# Епархия Шинаня
 Епархия Шинаня  (лат. Dioecesis Scenanensis) — епархия Римско-Католической церкви с центром в городе Эньши, Китай. Епархия Шинаня входит в митрополию Уханя.

## История
14 июня 1938 года Святой Престол учредил Апостольский викариат Шинаня (Эньши), выделив его из апостольского викариата Ичана (сегодня — Епархия Ичана).
11 апреля 1941 года Римский папа Пий XII издал буллу «Quotidie Nos», которой преобразовал апостольский викариат Цичжоу в епархию.

## Ординарии епархии
- епископ Giovanni Battista Hu Ruo-han (13.02.1940 — 1942)
- епископ Noël Gubbels (11.04.1946 — 18.11.1950)
  - Sede vacante (с 18.11.1950 года — по настоящее время)

## Источник
- Annuario Pontificio, Libreria Editrice Vaticana, Città del Vaticano, 2003, ISBN 88-209-7422-3
- Булла Quotidie Nos, AAS 38 (1946), стр. 301  (лат.)